# ۱۱۰۷ (قمری)
۱۱۰۷ (قمری)، هزار و صد و هفتمین سال در گاهشماری هجری قمری است. اول محرم این سال برابر با دوازدهم اوت سال ۱۶۹۵ میلادی است.